# Irene Leps
Martha Irene Leps (* 6. Mai 1959 in Zerbst) ist eine deutsche Autorin und Illustratorin. Sie lebt und arbeitet in Zerbst.

## Leben
Martha Irene Leps wurde als zweites von drei Kindern geboren. Nach dem Abitur 1978 begann sie ein Kunstpädagogik- und Germanistik-Studium an der Humboldt-Universität zu Berlin. Sie arbeitete als Kunst- und Deutschlehrerin. Seit 1996 ist sie freischaffende Künstlerin. Sie hat vier Kinder, die zwischen 1981 und 1993 geboren wurden.
Leps illustrierte einige Kinderbücher. 1998 veröffentlichte sie das Kinderbuch Hanna und der Traumfänger, das sie auch illustrierte, 2000 folgte Idas kleiner König, ebenfalls mit eigenen Illustrationen. Im Jahr 2000  bekam sie ein Stipendium an den Cranach-Höfen. Im Künstlerhaus Edenkoben war Martha 2008 Gastdruckerin und im Folgejahr noch einmal Stipendiatin am Cranachhof Wittenberg.
2006 war sie am Projekt „Kindsein in Sachsen-Anhalt“ an der Förderschule Makarenko Magdeburg beteiligt, bei dem sie mit Schülern ein Kinderbuch mit eigenen Illustrationen erarbeitete. Für das projektbeschreibende Werk „Mit sieben Sachen : Grundschulschreiber - ein Projekt des Friedrich-Bödecker-Kreises in Sachsen-Anhalt e.V. und der Grundschule „An der Stadtmauer“ in Zerbst“ fungierte sie als Herausgeberin. Es sind darin projektbezogene Schüleraufsätze gesammelt.

## Werke
- Hanna und der Traumfänger – eine Geschichte gegen Angstträume. Blaue Äpfel, Magdeburg 1998, ISBN 3-930781-15-8.
- Idas kleiner König oder wie man sich seinen Willen zum Freund macht. Blaue Äpfel, Magdeburg 2000, ISBN 3-930781-20-4.
- „Was wächst im Kindergarten“. Text und Illustrationen unter Verwendung von Kinderarbeiten, Kleinauflage Serigraphie 2011

## Illustrationen
- „Mama sag mir, warum“, Illustrationen zum Liedtext der Gruppe Keimzeit, 2012, Comic-Helden Verlag[4][5]
- Der Löwe, Illustrationen zum Liedtext der Gruppe Keimzeit, 2008, Verlag Jena 1800[3][5][6]